# Trompetterkorps der Cavalerie
Het Trompetterkorps der Cavalerie (TdC) is een voormalig Nederlands militair orkest, dat in 1995 voortgezet werd als Reünieorkest Trompetterkorps der Cavalerie.

## Geschiedenis
Binnen de Nederlandse militaire muziek is het lange tijd traditie geweest dat ieder regiment zijn eigen muziekkapel had. Bij feestelijke gelegenheden, zoals beëdigingen, commando-overdrachten en regimentsverjaardagen werd deze kapel dan ingezet om de feestvreugde op te luisteren met vrolijke marsmuziek en ter begeleiding van het regimentslied. De Nederlandse cavalerie heeft een lange traditie op het gebied van militaire muziek. Al in periode 1820 - 1900 hadden de verschillende regimenten hun eigen muziekkorpsen. In 1887 werd voor het eerst een verzoek neergelegd bij de legerleiding voor één muziekkorps voor alle huzarenregimenten. De initiator was  de componist van de Huzarenmars, de ritmeester Hendrik Karels.
Een orkest uit deze traditie is het Trompetterkorps der Cavalerie. In 1946 werd dit fanfareorkest opgericht te Amersfoort op de Prins Willem III-kazerne aldaar. In het begin bestond het uit Oorlogsvrijwilligers in Nederlands-Indië (OVW'ers). Later werd het ingedeeld bij de Pantserschool, wat overging in het latere Opleidings Centrum Cavalerie (OCC) Toen de Willem III kazerne werd opgeheven, verhuisde ook het TdC naar de Bernhardkazerne, tevens te Amersfoort. Het TdC vervulde haar taken voor alle vier regimenten der huzaren, maar was van oorsprong ingedeeld bij het Regiment Huzaren van Boreel. Terwijl de leden afkomstig waren van alle 4 de regimenten. Hierdoor werd het baret achtergrondje gebruikt van de Huzaren algemeen. 
In 1992 werd de dienstplicht opgeschort en in 1995 werd het TdC definitief opgeheven. Het werd nog enige tijd voortgezet als fusie-orkest Trompetterkorps Bereden Wapens (TKBW) samen met het eveneens opgeheven Artillerie Trompetterkorps (ATK). Na een aantal jaren is dit TKBW op zijn beurt weer opgegaan in de Fanfare "Bereden Wapens". In dit huidige fanfareorkest leeft nog enigszins de traditie voort van de vier dienstplichtige fanfareorkesten die er eerder waren. In de hoogtijdagen van de militaire muziek in Nederland, bestonden er namelijk liefst vier fanfareorkesten, volledig bestaande uit dienstplichtige soldaten en huzaren.

## Reünieorkest
Na de opheffing van het Trompetterkorps der Cavalerie (TdC) in 1995 werd in april van datzelfde jaar door Jim van Leersum, oud dienstplichtig muzikant van het TdC, het Reünieorkest Trompetterkorps der Cavalerie opgericht. Dit orkest bestaat uit muzikanten die tussen 1948 en 1995 hun dienstplicht bij het TdC hebben vervuld. Al spoedig na de oprichting bestond het Reünieorkest Trompetterkorps der Cavalerie uit ruim 55 muzikanten, onder hen een aantal musici die na het vervullen van de dienstplicht carrière maakten als beroepsmusicus. De overige leden spelen als amateurmuzikant op hoog niveau. Als Chef-dirigent werd Bep Warnas benoemd, oud directeur van de Kapel van de Koninklijke Luchtmacht, die zijn militaire carrière eveneens bij het TdC was begonnen. Reeds in november 1995 werd een eerste concert gegeven in een uitverkochte Flint in Amersfoort. In 1996 werd de eerste CD uitgegeven onder de titel "50 jaar Trompetters der Cavalerie" die binnen enkele maanden was uitverkocht. Ondertussen werden in binnen- en buitenland concerten en marsoptredens op hoog niveau gegeven. In 2000 werd de dubbel CD "Eens Huzaar - Altijd Huzaar" opgenomen. In juni 2011 is de CD "65 jaar Trompetterkorps der Cavalerie" uitgegeven. Na het overlijden van Bep Warnas in 2004 is zijn functie tijdelijk waargenomen door Anton Meijvogel ook oud-lid van het TdC die tot dat moment naast slagwerker 2e dirigent was. Sedert februari 2005 is Kees Kramer, zelf eveneens oud lid van het TdC, Chef-dirigent van het Reünieorkest Trompetterkorps der Cavalerie. Zo wordt de echte traditie van het dienstplichtige TdC nu nog steeds voortgezet door het Reünieorkest Trompetterkorps der Cavalerie.

## Kapelmeesters
- 1946 - 1949: D.C. Wisman
- 1949 - 1971: J.A. Reijnhoudt
- 1971 - 1974: A.C. van Hoek
- 1974 - 1975: Th. C. van de Kamp
- 1976 - 1979: A. Lieuw-On
- 1979 - 1981: W. Jonge
- 1981 - 1983: A. Lieuw-On
- 1983 - 1987: H. van 't Veer
- 1987 - 1995: A. van Dun

### Reünieorkest
- 1995 - 2004: Bep Warnas
- 2004 - 2005: Anton Meijvogel
- 2005 - heden: Kees Kramer